# Cause I Sez So
Cause I Sez So es el cuarto álbum de estudio de la banda estadounidense de hard rock New York Dolls, publicado a través de Atco Records el 5 de mayo de 2009. La producción corrió a cargo de Todd Rundgren, quien también produjo su álbum debut.

## Lista de canciones
1. "'Cause I Sez So" (David Johansen/Sylvain Mizrahi) – 3:06
2. "Muddy Bones" (David Johansen/Sami Yaffa) – 3:00
3. "Better Than You" (David Johansen/Steve Conte) – 3:22
4. "Lonely So Long" (David Johansen/Sylvain Mizrahi) – 4:05
5. "My World" (David Johansen/Sylvain Mizrahi) – 3:26
6. "This Is Ridiculous" (David Johansen/Steve Conte) – 3:15
7. "Temptation to Exist" (David Johansen/Sami Yaffa/Steve Conte) – 4:02
8. "Making Rain" (David Johansen/Sylvain Mizrahi) – 4:06
9. "Drowning" (David Johansen/Sylvain Mizrahi) – 3:32
10. "Nobody Got No Bizness" (David Johansen/Sylvain Mizrahi/Steve Conte) – 2:58
11. "Trash" (David Johansen/Sylvain Mizrahi) – 3:52
12. "Exorcism of Despair" (David Johansen/Sylvain Mizrahi) – 2:45
13. "Lipstick, Powder & Paint" – 3:26 (iTunes bonus track)

## Personal
- David Johansen - voz
- Sylvain Sylvain - guitarra
- Steve Conte - guitarra
- Sami Yaffa - bajo
- Brian Delaney - batería